# Izumi Shikibu

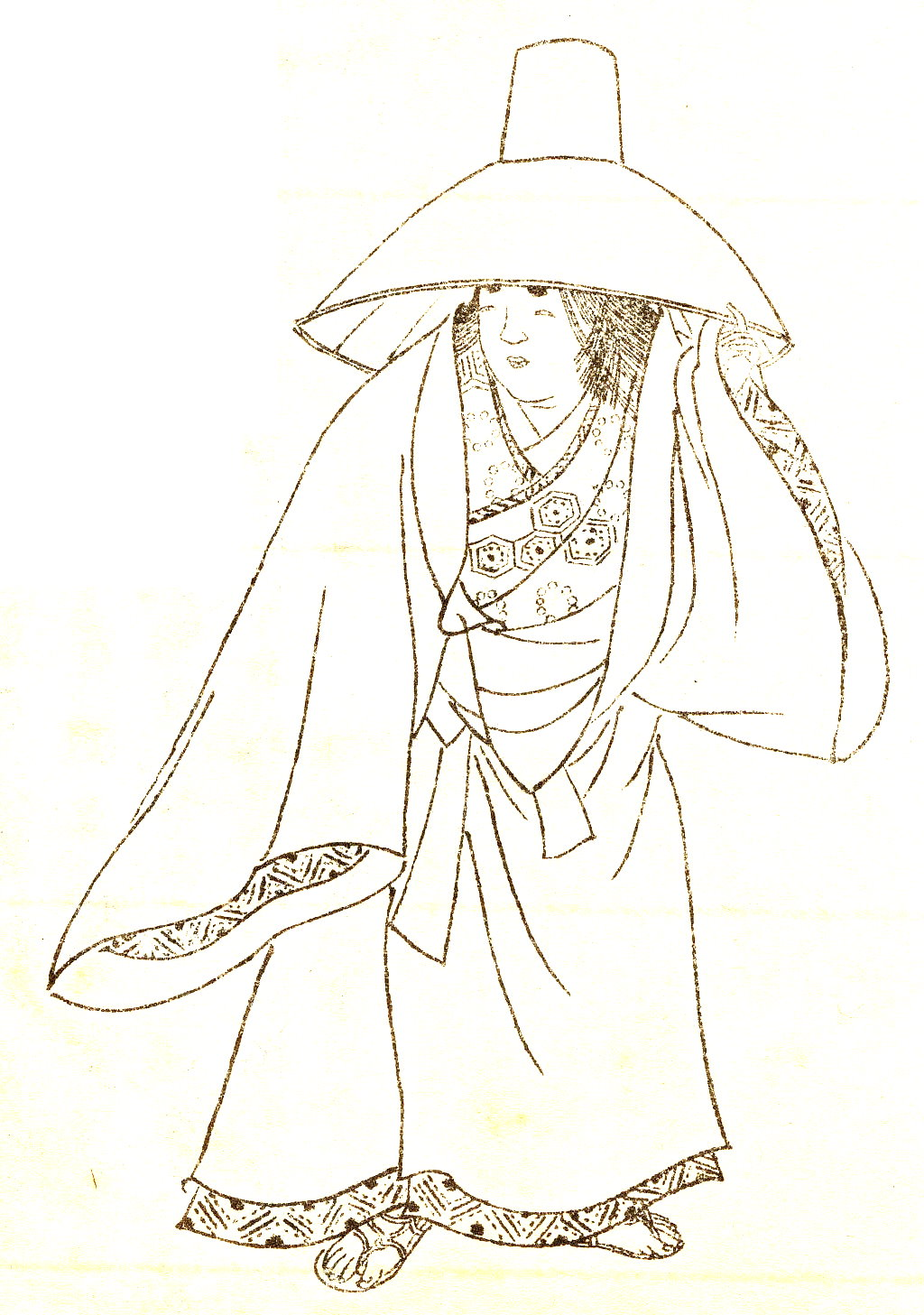
Izumi Shikibu por Kikuchi Yōsai.

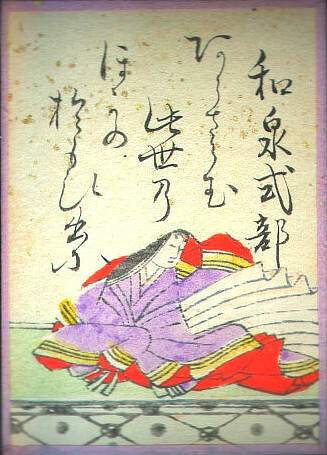
Izumi Shikibu en el Hyakunin Isshu.

Izumi Shikibu (和泉式部?) fue una poetisa japonesa de waka que vivió a mediados de la era Heian. Es miembro del Chūko Sanjūrokkasen (中古三十六歌仙?) y del Nyōbō Sanjūrokkasen (女房三十六歌仙?). Fue contemporánea de Murasaki Shikibu y Akazome Emon.

## Biografía
Era hija de Ōe no Masamune, gobernador de Echizen. Su madre era hija de Taira no Yasuhira, gobernador de Etchu. A la edad de 20 años se casó con Tachibana no Michisada, quien se convirtió en gobernador de Izumi. Su nombre, como era lo común para las mujeres de la era Heian, es un compuesto de "Izumi" del nombre de la provincia que tenía a cargo su esposo y la designación oficial de su padre como maestro de ceremonia o shikibu (式部?). Su hija Koshikibu no Naishi fue también una conocida poetisa. Izumi Shikibu acompañó a Michisada en la provincia a su cargo por un tiempo, pero se aburrió del estilo de vida y regresó a la capital.
Tuvo una serie de líos amorosos en la corte. Al inicio, antes de casarse con Michisada, se cree que fue pareja (algunas fuentes se refieren a ella como esposa) de un hombre llamado Omotomaru de la corte de la emperatriz viuda Shoko. Mientras aun estaba casada con Michisada, se enamoró del tercer hijo del Emperador Reizei, el Príncipe Tametaka y tuvieron un amorío público; teniendo como resultado un escándalo en el que se divorció de su esposo y fue desheredada por su padre. Posteriormente el príncipe Tametaka murió en 1002 a consecuencia de una plaga, dándole un tinte místico a este escándalo. El Eiga Monogatari insinúa que Tametaka enfermó y murió a causa de sus "continuas escapadas nocturnas".
Después empezó a ser cortejada por el Príncipe Atsumichi, medio hermano del Príncipe Tametaka. El primer año de su relación fue descrito en su novela semiautobiográfica Izumi Shikibu Nikki (和泉式部日記?). Como en la mayoría de los diarios de esta época, la narración fue hecha en tercera persona y con algunas escenas ficticias. Se cree que el motivo de Izumi al escribir este diario era explicar su amor hacia ciertos cortesanos. Al igual que con el Príncipe Tametaka, su relación también fue cesada en secreto y la esposa del Príncipe Atsumichi abandonó con enojo su hogar. Izumi se mudó a la residencia del Príncipe Atsumichi y ambos tuvieron una relación pública hasta la muerte del príncipe en 1007 a la edad de 27 años.
En 1008, se unió a la corte de Fujiwara no Shoshi, hija de Fujiwara no Michinaga y la Emperatriz Ichijō.
Estando en la corte, se casó con Fujiwara no Yasumasa (958-1036), un comandante bajo las órdenes de Michinaga y famoso por su valentía, y abandonó la corte para acompañarlo a la provincia de Tango. Se cree que vivió por mucho tiempo, y sobrevivió a su hija Koshikibu no Naishi, pero se desconoce el año de su muerte. La última correspondencia imperial sobre ella es un poema escrito en 1027. El Eiga Monogatari incluye este poema, que acompañó a la ofrenda de joyas de Yasumasa para una figura de Buda "hecha en memoria de la emperatriz viuda Yoshiko".
Shikibu se convirtió al budismo, vistiendo túnicas monacales el resto de su vida. Su nombre Dharma era Seishin Insei Hōni (誠心院専意法尼).

## Diario
Izumi Shikibu Nikki fue comenzado al inicio de la relación de Izumi con el Príncipe Atsumichi, junto con la mayoría de sus obras importantes recopiladas en el Izumi Shikibu Shū (和泉式部集?) y en las antologías imperiales. Su vida de amor y pasión le hicieron ganar el apodo de La Dama Flotante (浮かれ女 ukarejo?) por Michinaga. De hecho, su poesía está caracterizada por una pasión desbordante y sentimiento abrumador. Su estilo es totalmente opuesto al de Akazome Emon, aun cuando ambas estaban en la misma corte y eran amigas cercanas. 
En la corte tuvo una rivalidad creciente con Murasaki Shikibu, quien tenía un estilo poético similar. La poesía emocional de Izumi Shikibu ganó la admiración de muchos en la corte, incluyendo a Fujiwara no Kintō.

## Legado
El compositor italiano Salvatore Sciarrino en el año 2006 estrenó su ópera Da gelo a gelo (en español: De un invierno a otro). No ha sido estructurada en actos sino en cien escenas con 65 poemas extraídos del Diario.